# Tiruvarur
Tiruvarur (o Thiruvarur) è una suddivisione dell'India, classificata come municipality, di 56.280 abitanti, capoluogo del distretto di Tiruvarur, nello stato federato del Tamil Nadu. In base al numero di abitanti la città rientra nella classe II (da 50.000 a 99.999 persone).

## Geografia fisica
La città è situata a 10° 46' 0 N e 79° 39' 0 E e ha un'altitudine di 2 m s.l.m..

## Società

### Evoluzione demografica
Al censimento del 2001 la popolazione di Tiruvarur assommava a 56.280 persone, delle quali 28.584 maschi e 27.696 femmine. I bambini di età inferiore o uguale ai sei anni assommavano a 5.694, dei quali 2.928 maschi e 2.766 femmine. Infine, coloro che erano in grado di saper almeno leggere e scrivere erano 45.470, dei quali 24.411 maschi e 21.059 femmine.